# Szakadágámi
A szakadágámi (páli; szanszkrit: szakrdágámin) vagy egyszer-visszatérő a buddhizmusban az a személy, aki hátra hagyta a tudat első három béklyóját és a következő kettőt is jelentősen legyengítette. A szakadágámi a megvilágosodás négy szintje közül a második.
Az ezt a szintet elérő gyakorló már legfeljebb csak egyszer születik újra az érzéki vágyak birodalmában (mindenképpen egy üdvös birodalomban). Azonban ha még életében eléri a megvilágosodás egy magasabb szintjét, akkor nem születik már újra.
A három béklyó, amelytől megszabadult és a kettő, amelyet jelentősen legyengített:

1. Szakkája-ditthi (páli) - én-tudat

2. Szílabbata-parámásza (páli) - szertartásokhoz való ragaszkodás

3. Vicsikiccsá (páli) - szkeptikus kétely

4. Káma-rága (páli) - érzéki vágyak

5. Bjápáda (páli) - rosszindulat
Az egyszer-visszatérő szintje a szotápanna (folyambalépett) és az anágámi (nem-visszatérő) között van. A szakadágámi tudata nagyon tiszta, kapzsisággal, gyűlölettel és tévelygéssel kapcsolatos tudatállapotok ritkán jelentkeznek benne.